# 容西镇
容西乡，是中华人民共和国广西壮族自治区玉林市容县下辖的一个乡镇级行政单位。

## 行政区划
容西乡下辖以下地区：
西山村、祖立村、思传村、仙江村和深柳村。